# Gyula Krúdy
Gyula Krúdy (Nyíregyháza, 21 ottobre 1878 – Budapest, 12 maggio 1933) è stato uno scrittore ungherese.
Gyula Krúdy nacque, nell'Ungheria nordorientale, da una famiglia della piccola nobiltà. Gli ideali risorgimentali e la provincia in cui trascorse la sua infanzia e adolescenza furono elementi determinanti della sua formazione. Ed è proprio la provincia dell'Impero austro-ungarico con le sue mille etnie, a costituire di sovente lo sfondo ideale per la sua vastissima opera narrativa.
Sarebbe però un errore credere che la provincia dei suoi racconti e romanzi rappresenti la realtà. Krúdy infatti cresce proprio mentre quella provincia stava scomparendo, sia a causa dei mutamenti sociali ed economici che del disgregarsi politico dell'Impero.
Terminati gli studi liceali, nel 1896 lo scrittore si trasferì a Budapest e per intraprendere la carriera letteraria e non quella giuridica, come avrebbero voluto i suoi genitori.
Fu uno scrittore molto prolifico con una notevole vita mondana: assiduo frequentatore dei locali notturni di Budapest, ebbe fama di gentiluomo bohèmien. Due matrimoni, numerose amanti, svariati duelli, corse dei cavalli e gioco delle carte caratterizzarono la sua vita. La sua attività di scrittore gli fruttò anche grandi somme che Krúdy spendeva con la stessa rapidità e facilità con cui le guadagnava. Viaggiò molto pur senza mai superare i confini dell'impero.
La sconfitta della prima guerra mondiale costituì la fine del mondo in cui era nato e cresciuto ma che continuò a sopravvivere nelle sue opere ancora per qualche anno, prima di cedere il passo ad una visione più pessimista e disillusa.
Dopo aver subito un colpo apoplettico, pieno di debiti, Krúdy morì in miseria nel 1933.
La sua prosa si contraddistingue per un fine lirismo e una forte vena onirica che è ben visibile nel tema del doppio, così come del relativismo del tempo; elementi questi che collocano la sua opera in un mondo immaginario che alla realtà è debitrice solo per gli spunti da cui trae origine.

## Opere
In italiano
- Via della Mano d'oro, La Rosa, Torino, 1982 (a cura di Gianpiero Cavaglià)
- La carrozza cremisi, Marietti, Casale Monferrato, 1983 (a cura di Gianpiero Cavaglià)
- Sindbad, Biblioteca del Vascello, Roma, 1993 (a cura di Marinella D'Alessandro)
- Il giorno delle donne, Cavallo di ferro, 2010 (traduzione di Alessandra Olivieri Sangiacomo)
- Le avventure di Sindbad, Elliot, Roma, 2012 (traduzione di Vera Gheno)

## Filmografia
I suoi romanzi e i suoi racconti hanno costituito il soggetto delle seguenti opere cinematografiche:
- Szindbád, regia di Zoltán Huszárik (1971)
- Napraforgó, regia di Gergely Horváth (1974)
- Őszi versenyek, film per la TV, regia di Éva Zsurzs (1975)
- Tizenhat város tizenhat lánya, film per la TV, regia di Ilona Katkics (1979)
- Stambuch, mediometraggio per la TV, regia di Péter Mészáros (2005)